# Komisariat Straży Granicznej „Rawicz”
Komisariat Straży Granicznej „Rawicz” – jednostka organizacyjna Straży Granicznej pełniąca służbę ochronną na granicy polsko-niemieckiej w latach 1928–1939.

## Geneza
Na wniosek Ministerstwa Skarbu, uchwałą z 10 marca 1920, powołano do życia Straż Celną. Od połowy 1921 jednostki Straży Celnej rozpoczęły przejmowanie odcinków granicy od pododdziałów Batalionów Celnych. Proces tworzenia Straży Celnej trwał do końca 1922. Komisariat Straży Celnej „Rawicz”, wraz ze swoimi placówkami granicznymi, wszedł w podporządkowanie Inspektoratu Straży Celnej „Leszno”.
W drugiej połowie 1927 przystąpiono do gruntownej reorganizacji Straży Celnej. W praktyce skutkowało to rozwiązaniem tej formacji granicznej. Rozkazem nr 3 z 25 kwietnia 1928 w sprawie organizacji Wielkopolskiego Inspektoratu Okręgowego dowódca Straży Granicznej gen. bryg. Stefan Pasławski powołał komisariat Straży Granicznej „Leszno”, który przejął ochronę granicy od rozwiązywanego komisariatu Straży Celnej.

## Formowanie i zmiany organizacyjne
Rozporządzeniem Prezydenta Rzeczypospolitej Polskiej Ignacego Mościckiego z 22 marca 1928, do ochrony północnej, zachodniej i południowej granicy państwa, a w szczególności do ich ochrony celnej, powoływano z dniem 2 kwietnia 1928 Straż Graniczną. Rozkazem nr 3 z 25 kwietnia 1928 w sprawie organizacji Wielkopolskiego Inspektoratu Okręgowego dowódca Straży Granicznej gen. bryg. Stefan Pasławski przydzielił komisariat „Rawicz” do Inspektoratu Granicznego nr 11 „Leszno” i określił jego strukturę organizacyjną. Już 15 września 1928 dowódca Straży Granicznej rozkazem nr 7 w sprawie zmian dyslokacji Wielkopolskiego Inspektoratu Okręgowego podpisanym w zastępstwie przez mjr. Wacława Szpilczyńskiego zmieniał organizację komisariatu i ustalał zasięg placówek. Rozkazem nr 11 z 9 stycznia 1930 reorganizacji Wielkopolskiego Inspektoratu Okręgowego komendant Straży Granicznej płk Jan Jur-Gorzechowski ustalił numer i nową organizację komisariatu.

## Służba graniczna
Sąsiednie komisariaty:
- komisariat Straży Granicznej „Bojanowo” ⇔ komisariat Straży Granicznej „Dubin” – 1928
- komisariat Straży Granicznej „Bojanowo” ⇔ komisariat Straży Granicznej „Jutrosin” – styczeń 1930

## Funkcjonariusze komisariatu
| Kierownicy/komendanci komisariatu | Kierownicy/komendanci komisariatu | Kierownicy/komendanci komisariatu |
| stopień                           | imię i nazwisko                   | okres pełnienia służby            |
| --------------------------------- | --------------------------------- | --------------------------------- |
| komisarz                          | Kazimierz Dziemidowicz            | był w 1932 –                      |
| Zastępcy komendanta komisariatu   |                                   |                                   |
| starszy strażnik                  | Władysław Zamorski                | 1 V 1939 –                        |

## Struktura organizacyjna
Organizacja komisariatu w kwietniu 1928:
- komenda – Rawicz
- placówka Straży Granicznej I linii „Stanisławowo”
- placówka Straży Granicznej I linii „Masłowo”
- placówka Straży Granicznej I linii „Kąty”
- placówka Straży Granicznej I linii „Wydawy”
- placówka Straży Granicznej II linii „Rawicz”

Organizacja komisariatu we wrześniu 1928:
- placówka Straży Granicznej I linii „Żylice”
- placówka Straży Granicznej I linii „Masłowo”
- placówka Straży Granicznej I linii „Kąty”[a]
- placówka Straży Granicznej I linii „Wydawy”
- placówka Straży Granicznej II linii „Rawicz”

Organizacja komisariatu w styczniu 1930:
- 4/11 komenda – Rawicz
- placówka Straży Granicznej I linii „Żylice”
- placówka Straży Granicznej I linii „Masłowo”
- placówka Straży Granicznej I linii „Dębno Polskie”
- placówka Straży Granicznej I linii „Zielona Wieś”
- placówka Straży Granicznej I linii „Łąkta”[b]
- placówka Straży Granicznej II linii „Rawicz” ul. Lipowa 302